# Ristisaari (ö i Södra Savolax, Nyslott)
Ristisaari är en ö i Finland. Den ligger i sjön Pyyvesi och i kommunen Enonkoski i den ekonomiska regionen  Nyslotts ekonomiska region  och landskapet Södra Savolax, i den sydöstra delen av landet, 300 km nordost om huvudstaden Helsingfors. Öns area är 23,7 hektar och dess största längd är 0,8 kilometer i sydöst-nordvästlig riktning.